# 2016–2017-es MRF Challenge Formula–2000-bajnokság
A 2016–2017-es MRF Challenge Formula–2000-bajnokság a széria 5. szezonja volt. Az idény 2016. november 18-án indult Szahírban és 2017. február 19-én végződött Csennaiban. 4 helyszínen rendeztek összesen 16 futamot.
A brazil Pietro Fittipaldi volt a címvédő, aki nem vett részt a szezon versenyein. A bajnoki címet a brit Harrison Newey szerezte meg Joey Mawsonnal szemben.

## Versenyzők
| #  | Versenyző           | Forduló |
| -- | ------------------- | ------- |
| 1  | Narain Karthikeyan  | 3–4     |
| 2  | Rinus van Kalmthout | 1–3     |
| 3  | Dylan Young         | összes  |
| 4  | Harrison Newey      | összes  |
| 5  | Christophe Mariot   | 1       |
| 7  | Parth Ghorpade      | 2       |
| 8  | Chia Wing Hoong     | 3–4     |
| 9  | Dan Ticktum         | 4       |
| 11 | Felipe Drugovich    | összes  |
| 12 | Neil Verhagen       | 4       |
| 13 | Bobby Eberle        | 1–2     |
| 25 | Mick Schumacher     | összes  |
| 27 | Kim-Luis Schramm    | 1–3     |
| 28 | Pavan Ravishankar   | összes  |
| 32 | Presley Martono     | 4       |
| 43 | Pedro Cardoso       | 1–3     |
| 44 | Jüri Vips           | összes  |
| 51 | Toby Sowery         | 1–2, 4  |
| 78 | Katajama Josiaki    | összes  |
| 83 | Manuel Maldonado    | összes  |
| 93 | Zane Goddard        | 2       |
| 96 | Joey Mawson         | összes  |
| 97 | Bruna Tomaselli     | 1       |
| 99 | Ralf Aron           | 1, 3–4  |

| Magyarázat          | Magyarázat |
| ------------------- | ---------- |
| Hivatalos versenyző |            |
| Vendégversenyző     |            |

## Versenynaptár
| Forduló | Forduló | Versenypálya                               | Pályarajz          | Dátum              |
| ------- | ------- | ------------------------------------------ | ------------------ | ------------------ |
| 1       | 1       | Bahrain International Circuit, Szahír      |                    | 2016. november 18. |
| 1       | 2       | Bahrain International Circuit, Szahír      |                    | 2016. november 18. |
| 1       | 3       | Bahrain International Circuit, Szahír      | 2016. november 19. |                    |
| 1       | 4       | Bahrain International Circuit, Szahír      | 2016. november 19. |                    |
| 2       | 5       | Dubai Autodrome, Dubaj                     |                    | 2016. december 9.  |
| 2       | 6       | Dubai Autodrome, Dubaj                     |                    | 2016. december 9.  |
| 2       | 7       | Dubai Autodrome, Dubaj                     | 2016. december 10. |                    |
| 2       | 8       | Dubai Autodrome, Dubaj                     | 2016. december 10. |                    |
| 3       | 9       | Buddh International Circuit, Greater Noida |                    | 2017. január 28.   |
| 3       | 10      | Buddh International Circuit, Greater Noida |                    | 2017. január 28.   |
| 3       | 11      | Buddh International Circuit, Greater Noida | 2017. január 29.   |                    |
| 3       | 12      | Buddh International Circuit, Greater Noida | 2017. január 29.   |                    |
| 4       | 13      | Madras Motor Race Track, Csennai           |                    | 2017. február 18.  |
| 4       | 14      | Madras Motor Race Track, Csennai           |                    | 2017. február 18.  |
| 4       | 15      | Madras Motor Race Track, Csennai           | 2017. február 19.  |                    |
| 4       | 16      | Madras Motor Race Track, Csennai           | 2017. február 19.  |                    |

## Összefoglaló
| Forduló | Forduló | Versenypálya                               | Pole-pozíció       | Leggyorsabb kör    | Győztes versenyző | Listavezető     | Előny |
| ------- | ------- | ------------------------------------------ | ------------------ | ------------------ | ----------------- | --------------- | ----- |
| 1       | 1       | Bahrain International Circuit, Szahír      | Harrison Newey     | Harrison Newey     | Harrison Newey    | Mick Schumacher | 3     |
| 1       | 2       | Bahrain International Circuit, Szahír      |                    | Ralf Aron          | Mick Schumacher   | Mick Schumacher | 3     |
| 1       | 3       | Bahrain International Circuit, Szahír      | Harrison Newey     | Ralf Aron          | Ralf Aron         | Mick Schumacher | 3     |
| 1       | 4       | Bahrain International Circuit, Szahír      |                    | Joey Mawson        | Mick Schumacher   | Mick Schumacher | 3     |
| 2       | 5       | Dubai Autodrome, Dubaj                     | Joey Mawson        | Harrison Newey     | Harrison Newey    | Joey Mawson     | 28    |
| 2       | 6       | Dubai Autodrome, Dubaj                     |                    | Joey Mawson        | Felipe Drugovich  | Joey Mawson     | 28    |
| 2       | 7       | Dubai Autodrome, Dubaj                     | Harrison Newey     | Pedro Cardoso[a]   | Harrison Newey    | Joey Mawson     | 28    |
| 2       | 8       | Dubai Autodrome, Dubaj                     |                    | Katajama Josiaki   | Joey Mawson       | Joey Mawson     | 28    |
| 3       | 9       | Buddh International Circuit, Greater Noida | Mick Schumacher[b] | Mick Schumacher[c] | Mick Schumacher   | Joey Mawson     | 27    |
| 3       | 10      | Buddh International Circuit, Greater Noida |                    | Ralf Aron          | Joey Mawson       | Joey Mawson     | 27    |
| 3       | 11      | Buddh International Circuit, Greater Noida | Mick Schumacher    | Harrison Newey     | Mick Schumacher   | Joey Mawson     | 27    |
| 3       | 12      | Buddh International Circuit, Greater Noida |                    | Harrison Newey     | Harrison Newey    | Joey Mawson     | 27    |
| 4       | 13      | Madras Motor Racing Track, Csennai         | Harrison Newey[b]  | Joey Mawson[c]     | Harrison Newey    | Harrison Newey  | 0     |
| 4       | 14      | Madras Motor Racing Track, Csennai         |                    | Joey Mawson        | Joey Mawson       | Harrison Newey  | 0     |
| 4       | 15      | Madras Motor Racing Track, Csennai         | Harrison Newey     | Harrison Newey[a]  | Harrison Newey    | Harrison Newey  | 0     |
| 4       | 16      | Madras Motor Racing Track, Csennai         |                    | Harrison Newey[a]  | Harrison Newey    | Harrison Newey  | 0     |

Megjegyzések:
- ↑ a:  Eredetileg Toby Sowery érte el a leggyorsabb kört a versenyt során, azonban mivel vendégversenyzőként vett részt a fordulón, így eredménye nem számított bele a bajnokságba.
- ↑ b:  Eredetileg Narain Karthikeyan érte el az első rajtkockát, azonban mivel vendégversenyzőként vett részt a fordulón, így eredménye nem számított bele a bajnokságba.
- ↑ c:  Eredetileg Narain Karthikeyan érte el a leggyorsabb kört a versenyt során, azonban mivel vendégversenyzőként vett részt a fordulón, így eredménye nem számított bele a bajnokságba.

## A bajnokság végeredménye
Pontrendszer
| Pozíció | 1. | 2. | 3. | 4. | 5. | 6. | 7. | 8. | 9. | 10. | Pole | LK |
| ------- | -- | -- | -- | -- | -- | -- | -- | -- | -- | --- | ---- | -- |
| Pont    | 25 | 18 | 15 | 12 | 10 | 8  | 6  | 4  | 2  | 1   | 2    | 2  |

(Félkövér: pole-pozíció, dőlt: leggyorsabb kör, a színkódokról részletes információ itt található)
| Pozíció                                                    | Versenyző           | BHR | BHR | BHR | BHR | UAE | UAE | UAE | UAE | GNO | GNO | GNO | GNO | CHE | CHE | CHE | CHE | Pont |
| ---------------------------------------------------------- | ------------------- | --- | --- | --- | --- | --- | --- | --- | --- | --- | --- | --- | --- | --- | --- | --- | --- | ---- |
| 1.                                                         | Harrison Newey      | 1   | 4   | Ki  | 4   | 1   | 6   | 1   | Ki  | 3   | 4   | 3   | 1   | 1   | 4   | 1   | 1   | 277  |
| 2.                                                         | Joey Mawson         | 3   | 2   | 2   | 6   | 2   | 2   | 3   | 1   | 4   | 1   | 2   | 3   | 5   | 1   | 4   | 3   | 277  |
| 3.                                                         | Mick Schumacher     | 5   | 1   | 3   | 1   | 3   | 4   | Ki  | Ki  | 1   | 3   | 1   | Ki  | 2   | 7   | Ki  | 2   | 213  |
| 4.                                                         | Felipe Drugovich    | 6   | 5   | 4   | 8   | 5   | 1   | 2   | 2   | 2   | Ki  | 4   | Ki  | 7   | 6   | 5   | 5   | 169  |
| 5.                                                         | Ralf Aron           | 2   | 3   | 1   | 5   |     |     |     |     | 7   | 2   | 8   | 2   | 3   | 2   | 3   | Ki  | 168  |
| 6.                                                         | Jüri Vips           | 4   | Ki  | 5   | 2   | 6   | 3   | Ki  | 4   | Ki  | Ni  | 6   | Ki  | 4   | 5   | 2   | 4   | 135  |
| 7.                                                         | Pedro Cardoso       | 7   | Ki  | 6   | 3   | 4   | 5   | 4   | Ni  | 12  | 7   | 7   | 4   |     |     |     |     | 89   |
| 8.                                                         | Kim-Luis Schramm    | 8   | 6   | 7   | 7   | 7   | 7   | 11  | 6   | 6   | 9   | 10  | 5   |     |     |     |     | 65   |
| 9.                                                         | Dylan Young         | 9   | 7   | 8   | 9   | 8   | 10  | 6   | 5   | Ni  | Ki  | 9   | 7   | 12  | 9   | 6   | 7   | 61   |
| 10.                                                        | Rinus van Kalmthout | Ki  | Ki  | 13  | 16  | 9   | 8   | 5   | 8   | 5   | 5   | 5   | 6   |     |     |     |     | 58   |
| 11.                                                        | Katajama Josiaki    | 10  | 12  | 9   | 10  | 16  | 12  | 10  | 7   | 8   | 7   | 11  | 10  | 11  | 12  | 8   | 9   | 32   |
| 12.                                                        | Dan Ticktum         |     |     |     |     |     |     |     |     |     |     |     |     | 6   | 3   | 10  | 6   | 32   |
| 13.                                                        | Zane Goddard        |     |     |     |     | 13  | 9   | 8   | 3   |     |     |     |     |     |     |     |     | 21   |
| 14.                                                        | Manuel Maldonado    | 12  | 9   | Ki  | 12  | 10  | 11  | Ki  | 9   | 9   | 8   | 12  | 8   | 9   | Ki  | 9   | 10  | 20   |
| 15.                                                        | Neil Verhagen       |     |     |     |     |     |     |     |     |     |     |     |     | 10  | 8   | 7   | Ki  | 11   |
| 16.                                                        | Presley Martono     |     |     |     |     |     |     |     |     |     |     |     |     | 8   | 10  | 11  | 8   | 9    |
| 17.                                                        | Parth Ghorpade      |     |     |     |     | 12  | 13  | 7   | Ki  |     |     |     |     |     |     |     |     | 6    |
| 18.                                                        | Pavan Ravishankar   | 14  | 10  | 11  | 17  | 14  | 15  | 9   | Ki  | 10  | Ki  | 13  | 9   | 13  | 11  | 14  | 11  | 6    |
| 19.                                                        | Bruna Tomaselli     | 11  | 8   | 10  | 11  |     |     |     |     |     |     |     |     |     |     |     |     | 5    |
| 20.                                                        | Bobby Eberle        | 13  | 11  | 16  | 13  | 15  | 16  | 12  | 10  |     |     |     |     |     |     |     |     | 1    |
| 21.                                                        | Chia Wing Hoong     |     |     |     |     |     |     |     |     | 11  | 10  | Ni  | Ki  | 14  | 13  | 13  | 12  | 1    |
| 22.                                                        | Christophe Mariot   | 15  | 13  | 12  | 15  |     |     |     |     |     |     |     |     |     |     |     |     | 0    |
| Vendégversenyzők, akik nem voltak jogosultak pontszerzésre |                     |     |     |     |     |     |     |     |     |     |     |     |     |     |     |     |     |      |
|                                                            | Toby Sowery         | 16  | 16  | 14  | 14  | 11  | 14  | Ki  | 11  |     |     |     |     |     | 14  | 12  |     | 0    |
|                                                            | Narain Karthikeyan  |     |     |     |     |     |     |     |     | 13  | Ni  | 14  | Ki  |     | Ki  |     |     | 0    |

## Külső hivatkozások
- A bajnokság versenyeinek hivatalos eredményei Archiválva 2020. augusztus 9-i dátummal a Wayback Machine-ben
- Az MRF Challenge hivatalos honlapja Archiválva 2020. augusztus 4-i dátummal a Wayback Machine-ben